# Andrés Calamaro
Andrés Calamaro é um cantor, compositor e produtor argentino. Foi membro da importante banda argentina Los Abuelos de la Nada. Na Espanha, com a banda Los Rodríguez, teve grande sucesso na década de 1990. Tornou-se um dos principais ícones do rock argentino nas duas últimas décadas.

## História

### Los Abuelos de la Nada e primeira fase como solista (1982 - 1989)
Começou a se destacar como letrista na banda argentina Los Abuelos de la Nada. Em paralelo dá início a uma carreira solo, com Hotel Calamaro (1984). No ano seguinte grava seu último álbum com o grupo e mais um álbum solo, Vida Cruel (1985). Logo vem aquela que é considerada sua melhor produção dessa primeira fase, Nadie sale vivo de aquí (1989), que ocupa o 60º lugar entre os cem melhores álbuns do rock argentino, em eleição realizada em 2007 pela revista Rolling Stone.

### Los Rodríguez (1990 - 1996) e segunda fase como solista (1997 - 2000)
Com a crise da indústria fonográfica argentina do começo dos anos 90, Calamaro decide migrar para a Espanha, onde forma uma banda com ex-integrantes do grupo madrilenho Tequila. Los Rodríguez alcança grande sucesso na década de 1990, com sua combinação de rock e ritmos latinos e espanhóis. Após o fim do grupo retoma sua carreira solo, gravando em 1997 nos EUA, com músicos de estúdio, aquele que viria a ser destacado pela crítica como um dos seus melhores trabalhos, Alta Suciedad (1997), que também alcançou grande sucesso comercial, com cerca de 500.000 cópias vendidas em todo o mundo.  O álbum duplo Honestidad Brutal (1999) também é prestigiado pela crítica, estando ambas obras em posições de destaque nos rankings de melhores álbuns do rock argentino e espanhol. A abundante criação musical de Calamaro alcança seu cume no álbum quíntuplo El Salmón (2000), com 103 canções.

### Tercera fase como solista (2001 - atualmente)
Seguiu-se um período sem novos lançamentos ou turnês. El cantante (2004) mostra que suas influências não se limitam ao rock, incluindo diversas versões de clássicos latino-americanos, de gêneros como a salsa, o tango e a música folclórica argentina.  A volta do artista aos palcos é registrada em álbuns ao vivo que o recolocam em evidência, destacando-se o chamado apropriadamente de El Regreso (2005). Primeiro álbum totalmente de inéditas desde 2000, La lengua popular (2007) é seguido por On the rock (2010), que conta com diversas colaborações, característica marcante do músico argentino. Bohemio (2013) é bem recebido pela crítica, sendo o décimo-terceiro do portenho como solista. Em 2019, como parte da turnê de Cargar la suerte (2018), Calamaro inclui pela primeira vez uma apresentação no Brasil.

## Discografia
Álbuns de estúdio
- Hotel Calamaro (1984)
- Vida cruel (1985)
- Por mirarte (1988)
- Nadie sale vivo de aquí (1989)
- Alta suciedad (1997)
- Honestidad brutal (1999)
- El salmón (2000)
- El cantante (2004)
- Tinta roja (2006)
- El palacio de las flores (2006)
- La lengua popular (2007)
- On the rock (2010)
- Bohemio (2013)
- Volumen 11 (2016)
- Cargar la suerte (2018)

Álbuns ao vivo
- El regreso (2005)
- Made in Argentina - Made in Spain (2006)
- Dos son multitud (2008) - com Fito & Fitipaldis
- Jamón del medio (2014)
- Pura sangre DVD (2014)
- Hijos del pueblo (2015) - com Enrique Bunbury